# Луїс Крістальдо
Луїс Ектор Крістальдо Руїс Діас (ісп. Luis Héctor Cristaldo Ruiz Díaz, нар. 31 серпня 1969, Формоса) — болівійський футболіст, що грав на позиції захисника. Відомий за виступами в болівійських клубах «Орієнте Петролеро», «Болівар» та «Зе Стронгест»; іспанський «Спортінг» (Хіхон); парагвайські клуби «Серро Портеньйо» та «Соль де Америка», а також у складі національної збірної Болівії. Чотириразовий чемпіон Болівії.

## Клубна кар'єра
Луїс Крістальдо народився 1969 року в аргентинському місті Формоса, проте ще в дитинстві перебрався з родиною до Болівії. У дорослому футболі дебютував 1989 року виступами за команду «Орієнте Петролеро», в якій грав до кінця 1992 року, взявши участь у 53 матчах чемпіонату.
На початку 1993 року Крістальдо став гравцем іншої болівійської команди «Болівар», у складі якої грав до середини 1994 року, та став у його складі чемпіоном Болівії. У середині 1994 року він перейшов до аргентинського клубу «Депортіво Мандію». Вже на початку 1995 року Крістальдо повернувся до клубу «Болівар», та грав у його складі до 1998 року. За цей час додав до переліку своїх трофеїв ще три титули чемпіона Болівії.
У 1998 році болівійський футболіст став гравцем іспанського клубу «Спортінг» (Хіхон). У складі клубу з Хіхону грав до середини 1999 року. У середині 1999 року Луїс Крістальдо перебрався до Парагваю, де був у складі клубів «Серро Портеньйо» та «Соль де Америка», але у парагвайських клубах майже не грав. У 2001 році Крістальдо повернувся до Болівії, де став гравцем клубу «Зе Стронгест», де грав до 2006 року. Протягом 2007 року знову захищав кольори клубу «Орієнте Петролеро». Завершив ігрову кар'єру у команді «Гвабіра», за яку виступав протягом 2009 року. Після закінчення виступів на футбольних полях Луїс Крістальдо нетривалий час очолював свою останню команду «Гвабіра».

## Виступи за збірну
У 1989 році Луїс Крістальдо дебютував у складі національної збірної Болівії. У складі збірної був учасником розіграшу Кубка Америки 1993 року в Еквадорі, чемпіонату світу 1994 року у США, розіграшу Кубка Америки 1995 року в Уругваї, розіграшу Кубка Америки 1997 року у Болівії, де разом з командою здобув «срібло», розіграшу Кубка конфедерацій 1999 року у Мексиці, розіграшу Кубка Америки 1999 року у Парагваї, розіграшу Кубка Америки 2004 року у Перу. Загалом протягом кар'єри в національній команді, яка тривала до 2005 року, провів у її формі 93 матчі, забивши 5 голів.

## Титули і досягнення
- Чемпіон Болівії (4):

«Болівар»: 1994, Клаусура 1996, Апертура 1997, Клаусура 1997
- Срібний призер Кубка Америки: 1997
- Чемпіон Південної Америки (U-16): 1986